# Macedonië op het Junior Eurovisiesongfestival 2010
Macedonië koos zijn inzending voor het Junior Eurovisiesongfestival 2010 via de nationale finale Detska pesna za Eurovizija. De winnaar van deze show was Anja Veterova, met haar lied Magična pesna (Eo Eo).

## Finale
| Artiest              | Song                    | Jury | Televoting | Score |
| -------------------- | ----------------------- | ---- | ---------- | ----- |
| Dino Hridzik         | Ar en bi do tri         | 5    | 6          | 11    |
| Martina Avramovska   | Zapejte                 | 8    | 8          | 16    |
| Nikola Iliev         | Za tvorite oči          | 7    | 7          | 14    |
| Amajlija Stojanovska | Igraj, skokaj, tancuvaj | 6    | 5          | 11    |
| Anja Veterova        | Magična pesna           | 10   | 10         | 20    |

## In Minsk
Op de avond van de finale trad het land als laatste op. Aan het eind van de stemming stond Macedonië op een 12de plaats met 38 punten. Het hoogste aantal punten (12) ontving het uit Servië.
2003 · 2004 · 2005 · 2006 · 2007 · 2008 · 2009 · 2010 · 2011 · 2012 · 2013 · 2014 · 2015 · 2016 · 2017 · 2018 · 2019 · 2020 · 2021 · 2022 · 2023 · 2024
Armenië · België · Georgië · Letland · Litouwen · Macedonië · Malta · Moldavië · Nederland · Oekraïne · Rusland · Servië · Wit-Rusland · Zweden